# Ram Khamhaeng
Ram Khamhaeng (tiếng Thái: พ่อขุนรามคำแหงมหาราช; Pho Khun Ramkhamhaeng, đọc là Ram-khăm-hẻng; sinh khoảng 1237-1247; mất: 1298) là Vua thứ ba của vương triều Phra Ruang của vương quốc Sukhothai. Ông là vị vua có công rất lớn trong việc sáng tạo nên chữ viết Thái dựa trên tiếng Môn và chữ Phạn và Pali, và dưới thời ông hệ phái Phật giáo Nam Tông trở thành quốc giáo của đất nước Thái Lan đến ngày hôm nay.

## Tiểu sử

### Thời thơ ấu
Pho Khun Ramkhamhaeng sinh vào năm Phật lịch 1782 (năm 1237 công nguyên). Ông là hoàng tử thứ ba của Pho Khun Si Intharathit và hoàng hậu Nang Sueang. Ông có hai anh trai và hai chị gái. Anh trai cả qua đời khi Pho Khun Ramkhamhaeng còn nhỏ, anh trai thứ hai có tên là Ban Mueang, người kế vị cha lên ngai vàng. Sau khi Ban Mueang qua đời, Pho Khun Ramkhamhaeng lên ngôi kế vị.
Theo "Pongsawadan Yonok", Pho Khun Ramkhamhaeng của Vương quốc Sukhothai, Phaya Mangrai của Vương quốc Lanna và Phaya Ngam Muang của Phayao đều là học trò của cùng một thầy, Phra Sukhatanthurisi tại Mường Lavo (nay là Lopburi). Vì vậy, họ có thể sinh ra vào cùng thời kỳ, với Phaya Mangrai sinh vào năm 1237, nên Pho Khun Ramkhamhaeng có thể sinh vào khoảng thời gian tương tự.
Khi Pho Khun Ramkhamhaeng 19 tuổi, ông đã chiến đấu và chiến thắng Khun Sam Chon, Chao Mường Chot (nay có thể là khu vực Mae Sot gần tỉnh Tak hoặc có thể nằm trong lãnh thổ Myanmar hiện nay). Cha ông sau đó đã phong ông là "Pra Ram Khamhaeng", có nghĩa là "Rama Dũng cảm."

### Lên ngôi
Theo ông Tri Amattayakun, một nhà sử học Thái Lan, Phra Khun Ramkhamhaeng có thể đã lên ngôi vào năm 1279, vì đó là năm ông trồng cây cọ ở Sukhothai.
Giáo sư Prasert Na Nagara, một học giả hoàng gia, đã tìm thấy bằng chứng rằng các vị vua Thái Ahom có truyền thống trồng cây đa khi lên ngôi ít nhất bảy triều đại, để tạo ra may mắn và hy vọng rằng triều đại của họ sẽ bền vững như cây đa. Cây cọ và cây đa đều là những cây linh thiêng ở Lanka.

## Cai trị
Thời kỳ trị vì của Vua Ramkhamhaeng được coi là thời kỳ thịnh vượng nhất của Vương quốc Sukhothai. Dưới sự cai trị của ông, đất nước phát triển mạnh mẽ với một hệ thống quản lý nội bộ hiệu quả, duy trì hòa bình và ổn định. Quan hệ ngoại giao và kinh tế với các quốc gia khác được thiết lập và phát triển. Người dân có cuộc sống thịnh vượng, đất nước tiến bộ trong các lĩnh vực nông nghiệp, thủy lợi, công nghiệp và tôn giáo. Lãnh thổ của Vương quốc Sukhothai mở rộng rộng lớn.

### Chính trị và quản lý
Sau khi Vua Si Intharathit loại bỏ ảnh hưởng của người Khmer khỏi Sukhothai vào cuối thế kỷ 13, hệ thống cai trị của các vị vua Sukhothai được thiết lập theo chế độ "phụ tử triều" hay "cha cai trị con". Văn bản trong Bia Khắc của Vua Ramkhamhaeng ghi lại lời nói: "... Khi cha ta còn sống, ta luôn chăm sóc cha mẹ. Ta săn bắn và mang thịt cá về cho cha ta. Ta tìm được trái cây ngon mang về cho cha ta. Khi ta săn voi, ta cũng mang về cho cha ta. Ta đi săn voi, ta đem về cho cha ta. Ta đi khắp nơi, tìm được voi, ngà voi, phụ nữ, vàng bạc, ta đều mang về cho cha ta...."
Câu này thể hiện sự tôn trọng cha mẹ và coi trọng sự gắn kết trong gia đình. Các gia đình hợp lại thành làng hoặc mường, với chao hoặc vua là người đứng đầu gia đình.
Theo văn bia khắc của Vua Ramkhamhaeng, ông đã sử dụng quyền lực hoàng gia trong việc thực thi công lý và lập pháp như sau:
1. Người dân có thể buôn bán tự do mà không phải nộp thuế qua cửa.
2. Tài sản thừa kế sẽ được chuyển cho con cái khi chủ nhân qua đời.
3. Người nào không được công lý trong tranh chấp có thể rung chuông treo trước cửa hoàng cung để nộp đơn kháng cáo trực tiếp lên vua. Vua sẽ tự mình phân xử.

Vua Ramkhamhaeng cũng sử dụng Phật giáo làm công cụ quản lý. Ông xây dựng "Phrathat Manangka Sila Batra" ở giữa cánh đồng cọ để các nhà sư thuyết giảng Phật pháp cho dân chúng vào ngày lễ Phật. Vào ngày thường, ông sẽ chủ trì các buổi họp cùng với các quan lại để thảo luận công việc triều đình.

### Kinh tế và thương mại
Vua cho xây đập nước "Srithang Pong" để cung cấp nước cho thành Sukhothai và các khu vực lân cận, dựa trên hệ thống đê "Khuen Phra Ruang". Điều này giúp đảm bảo nguồn nước cho nông nghiệp và tiêu dùng khi thành thiếu nước.
Ông khuyến khích tự do thương mại trong vương quốc bằng cách không thu thuế qua cửa hoặc "chokop" (janggob) từ các thương nhân. Văn bia khắc ghi lại rằng: "Chao mường không thu chokop từ người dân". Thêm vào đó, ông còn khuyến khích người dân Sukhothai buôn bán, như văn bia ghi: "Bạn dắt bò đi buôn, cưỡi ngựa đi bán, ai muốn buôn voi, buôn ngựa, buôn bạc, buôn vàng đều được tự do". Điều này cho thấy ông mở cửa cho tất cả các hình thức thương mại, làm cho thương mại phát triển mạnh mẽ. Một trong những trung tâm thương mại quan trọng ở Sukhothai là "Talat Pasan".
Trong lĩnh vực kinh tế quốc tế, Vua Ramkhamhaeng thiết lập quan hệ hữu nghị với các cường quốc như Nhà Nguyên. Ông không chỉ tăng cường quan hệ ngoại giao mà còn mời các thợ thủ công Trung Quốc đến để thành lập xưởng sản xuất đồ gốm cho cả nhu cầu trong nước và xuất khẩu. Đồ gốm sản xuất trong thời kỳ này được gọi là "đồ sứ Sangkhalok".

### Tôn Giáo và Văn Hóa
Phra Khun Ramkhamhaeng đã nghĩ ra và phát minh chữ Thái để thay thế cho chữ Khmer được sử dụng trước đó vào năm 1283, gọi là "Lai Sue Thai" (ลายสือไทย). Chữ này đã được phát triển liên tục qua các thời kỳ và trở thành chữ Thái hiện đại, giúp người Thái có một hệ thống chữ viết riêng của mình cho đến ngày nay.
Ông đã ra lệnh ghi chép một số câu chuyện xảy ra trong thời đại của mình, được ghi lại trong bia đá Sukhothai số 1. Những ghi chép này giúp người Thái sau này biết về lịch sử, và các nhà sử học có thể sử dụng các bia đá này làm bằng chứng để nghiên cứu về lịch sử Sukhothai.
Phra Khun Ramkhamhaeng đã tiếp nhận Phật giáo Theravada theo truyền thống Lankavamsa từ Sri Lanka qua thành Nakhon Si Thammarat và đặt nền tảng vững chắc cho Phật giáo tại Sukhothai. Từ đây, Phật giáo đã được truyền bá đến các thành khác trong vương quốc Sukhothai, trở thành tôn giáo chính thức của Thái Lan cho đến ngày nay.
Khi Phật giáo đã đặt nền móng tại Nakhon Si Thammarat, Phra Khun Ramkhamhaeng đã thể hiện sự tôn kính và niềm tin vào Phật giáo bằng cách mời các cao tăng từ Nakhon Si Thammarat đến Sukhothai để truyền bá Phật giáo. Điều này đánh dấu sự khởi đầu của quan hệ ngoại giao với Sri Lanka. Ông cũng nghe nói về "Phật Sihing", một bức tượng Phật đẹp và linh thiêng được xây dựng bởi hoàng gia Sri Lanka. Ông đã ra lệnh cho vua Nakhon Si Thammarat, một vị vua chư hầu, viết thư gửi đến Sri Lanka để thiết lập quan hệ ngoại giao và xin mang tượng Phật Sihing về làm bảo vật quốc gia.

### Lãnh Thổ
Phra Khun Ramkhamhaeng đã mở rộng lãnh thổ của mình rất rộng lớn:
- Phía đông: Ông đã chinh phục các thành Saraluang Song Khwae (Phitsanulok), Lumbachai, Sakha (hai thành sau có thể nằm gần sông Nan hoặc sông Pasak), vượt sông Mekong đến Vientiane và Vieng Kham tại Lào.
- Phía nam: Ông đã chinh phục Kone Tee (tỉnh Kamphaeng Phet), Phra Bang (Nakhon Sawan), Phraek (Chai Nat), Suphanburi, Ratchaburi, Phetchaburi và Nakhon Si Thammarat, với bờ biển là biên giới phía nam.
- Phía tây: Ông đã chinh phục thành phố Chot, với bờ biển là biên giới phía tây.
- Phía bắc: Ông đã chinh phục các thành phố Phrae, Nan, Pua (Nan), vượt sông Mekong đến Chawa (Luang Prabang) thiết lập biên giới phía bắc.

### Quan Hệ Quốc Tế
Phra Khun Ramkhamhaeng đã sử dụng mối quan hệ ngoại giao và văn hóa, đặc biệt là thông qua Phật giáo, thay vì chiến tranh, để giữ cho Sukhothai hòa bình và không xảy ra chiến tranh với các vùng lãnh thổ khác trong thời kỳ của ông, đồng thời mở rộng lãnh thổ quốc gia.
Ông đã thiết lập mối quan hệ hữu nghị với vua Mangrai của Vương quốc Lanna và vua Ngam Muang của Vương quốc Phayao. Ông cho phép vua Mangrai mở rộng lãnh thổ Lanna dọc theo sông Mae Kok, sông Ping và sông Wang một cách dễ dàng, để tạo ra một vùng đệm giữa Nhà Nguyên và Sukhothai. Ông cũng đã đích thân giúp vua Mangrai tìm vị trí để xây dựng thành Chiang Mai vào năm 1296.
Từ vương quốc Mon, một thương gia tên là Makato đã vào làm việc tại triều đình của Phra Khun Ramkhamhaeng. Makato đã có mối quan hệ tình cảm với "Chao Thep Thida Soi Dao", con gái của Phra Khun Ramkhamhaeng, và họ đã bỏ trốn đến thành Mottama. Sau đó, họ xin ân xá từ Phra Khun Ramkhamhaeng, xin một cái tên hoàng gia, và đồng ý trở thành một vùng phụ thuộc của Sukhothai. Phra Khun Ramkhamhaeng đã ban tên cho ông là "Phra Chao Fa Rua".
Phía Nam, ông đã mời một vị Đại Sư học xong Kinh Tam Tạng từ Nakhon Si Thammarat đến để truyền bá Phật giáo tại Sukhothai.
Về phía thành Lavo, ông đã để nó giữ nguyên độc lập vì nó vẫn gửi cống phẩm đến Trung Quốc trong khoảng từ năm 1291 đến 1297. Ông cũng đã gửi đại sứ đến Trung Quốc ba lần để thiết lập mối quan hệ hữu nghị.

### Phát Minh
Phra Khun Ramkhamhaeng đã phát minh ra chữ viết Thái vào năm 1283. Chữ này gọi là "Lai Sue Thai" và tất cả các ký tự được cải biên từ chữ Khmer.

### Văn Học
Văn học thời Phra Khun Ramkhamhaeng đã hoàn toàn biến mất, chỉ còn lại Bia đá Phra Khun Ramkhamhaeng (năm 1292). Mặc dù văn bản trên bia là văn xuôi, nhưng nó có âm điệu và vần điệu, tạo nên sự quyến rũ và xúc động, chẳng hạn như:
"...trong nước có cá, trong ruộng có lúa... bạn bè dắt bò đi buôn, cưỡi ngựa đi bán... thấy lúa của người không tham, thấy của cải của người không ham".

Đây được xem là tác phẩm văn học đầu tiên của Sukhothai còn tồn tại đến ngày nay. Tuy nhiên, từ năm 1434 trở đi, có sự nghi ngờ về mặt học thuật rằng bia đá này không được tạo ra trong thời kỳ của Phra Khun Ramkhamhaeng, và có người cho rằng vua Mongkut, người đã tìm thấy bia đá này khi đi hành hương, đã tạo ra bia đá này vì lý do chính trị nhằm cho các nước phương Tây thấy rằng Thái Lan có một lịch sử dài và phồn vinh, để bảo vệ khỏi việc bị thực dân hóa. Những nghi ngờ này vẫn đang được tranh luận.

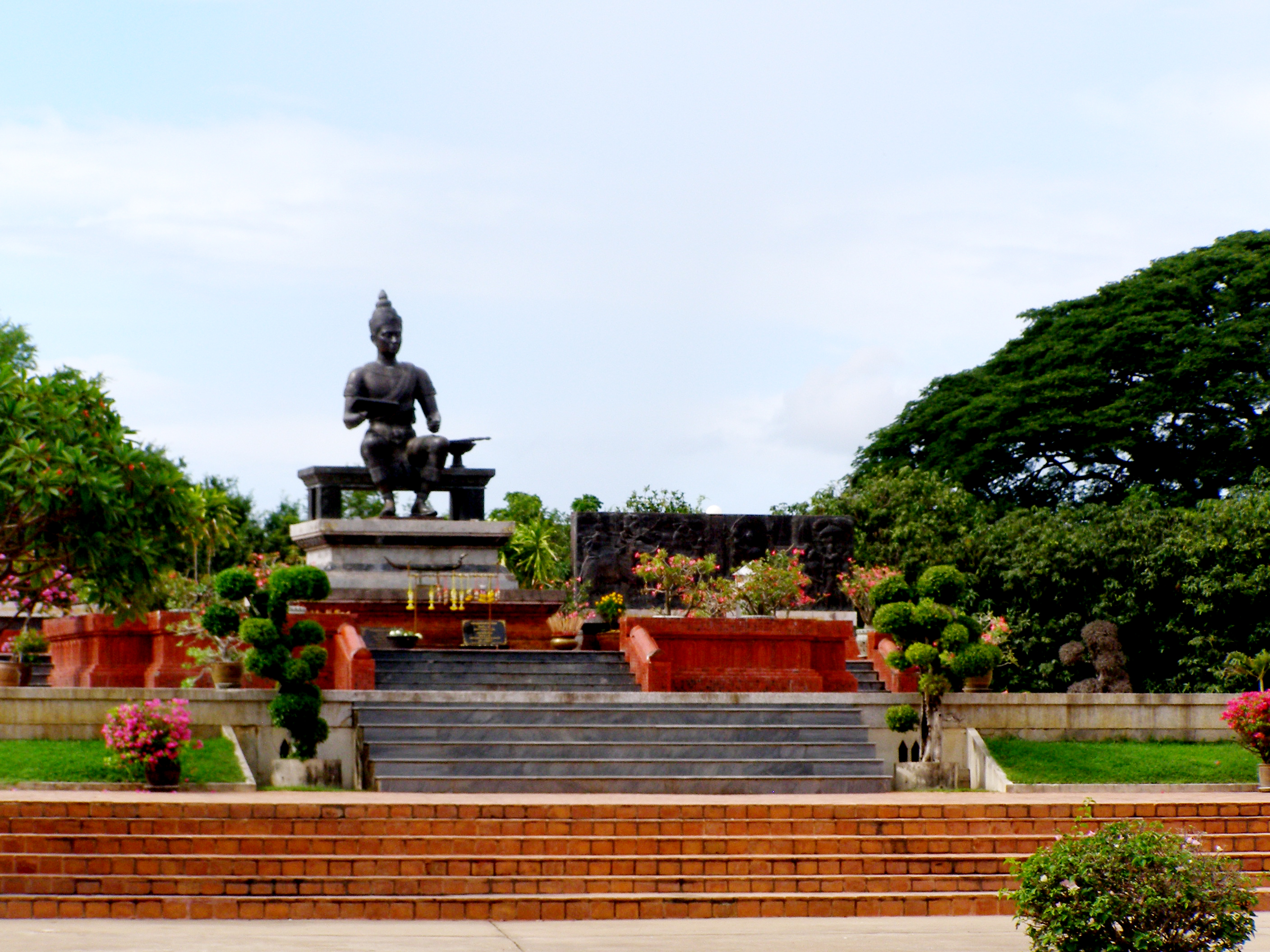
Tượng vua Ramkhamheng trong công viên lịch sử Sukhothai

## Qua đời
Theo ghi chép lịch sử nhà Nguyên Trung Quốc Nó đã được ghi lại rằng Vua Ramkhamhaeng băng hà năm 1298  và con trai ông là Loe Thai do đó lên ngôi sau này.

## Trường đại học mang tên ông
Trường Đại học Ramkhamhaeng là trường đại học danh dự được mang tên ông cũng như được công nhận như các trường đại học có uy tín nhất ở Thái Lan với chi nhánh trên khắp đất nước và trong một số một số quốc gia, đã được đặt tên vua Ramkhamhaeng do ông có nhiều đóng góp cho sự phát triển của Vương quốc Thái Lan.